# Charles-Emmanuel de Savoie-Carignan
Pour les articles homonymes, voir Charles-Emmanuel.
Charles-Emmanuel de Savoie, né à Turin le 24 octobre 1770, mort à Chaillot près de Paris le 16 août 1800, est prince de Carignan de 1780 à 1800. 

## Biographie
Il est le fils de Victor-Amédée II de Savoie-Carignan, prince de Carignan, et de Marie Joséphine de Lorraine-Lambesc (maison de Lorraine). Marqué par la philosophie des Lumières, l'esprit tourné vers la France, il est favorable aux grands principes de la Révolution française, mais, décédé à 29 ans des suites d'une paralysie soudaine, il ne peut donner toute la mesure de ses talents.
Il épouse le 24 octobre 1797 Marie-Christine de Saxe (1779-1852), fille de Charles-Christian, duc de Courlande (lui-même fils de Frédéric Auguste de Saxe, un temps roi de Pologne sous le nom d'Auguste III) et de Françoise Corvin-Krasinska. Ils ont comme enfants :
- Charles-Albert (1798-1849), prince de Carignan, puis roi de Sardaigne en 1831
- Élisabeth de Savoie-Carignan (1800-1856), mariée en 1820 à Rainier d'Autriche (1783-1853), archiduc d'Autriche et vice-roi de Lombardie.